# آگوستین تامامس
آگوستین تامامس (اسپانیایی: Agustín Tamames‎؛ زادهٔ ۱۹ اکتبر ۱۹۴۴) دوچرخه‌سوار اهل اسپانیا است. وی در بازی‌های المپیک تابستانی ۱۹۶۸ شرکت کرده‌است.